# Lars Gunnar Abusdal
Lars Gunnar Abusdal (* 1981) ist ein norwegischer Badmintonspieler. 

## Karriere
Lars Gunnar Abusdal gewann nach zwei Nachwuchstiteln in der U14 und in der U17 im Jahr 2000 alle drei möglichen Juniorentitel in Norwegen. 2005 erkämpfte er sich seinen bisher einzigen Meistertitel bei den Erwachsenen. Er startet für den Verein Kristiansand BK.

## Sportliche Erfolge
| Saison | Veranstaltung                                | Disziplin    | Platz | Name                                                         |
| ------ | -------------------------------------------- | ------------ | ----- | ------------------------------------------------------------ |
| 1995   | Norwegische Meisterschaft U14                | Mixed        | 1     | Lars Gunnar Abusdal / Christiane Bønnelykke, Kristiansand BK |
| 1997   | Norwegische Meisterschaft U17                | Mixed        | 1     | Lars Gunnar Abusdal / Mette Østhassel, Kristiansand BK       |
| 2000   | Norwegen: Einzelmeisterschaften der Junioren | Mixed        | 1     | Lars Gunnar Abusdal / Christiane Bonnelykke                  |
| 2000   | Norwegen: Einzelmeisterschaften der Junioren | Herreneinzel | 1     | Lars Gunnar Abusdal                                          |
| 2000   | Norwegen: Einzelmeisterschaften der Junioren | Herrendoppel | 1     | Lars Gunnar Abusdal / Tommy Eggen                            |
| 2005   | Norwegen: Einzelmeisterschaften              | Herrendoppel | 1     | Jim Ronny Andersen / Lars Gunnar Abusdal                     |